# Oktjabr'skij (Kraj di Kamčatka)
Oktjabr'skij' (in lingua russa Октябрьский) è una città della Russia di 2 331 abitanti situata nel Territorio della Kamčatka.